# Ken Taylor (Philosoph)
Kenneth Allen Taylor (* 1954 in Sandusky, Ohio; † 2. Dezember 2019) war ein US-amerikanischer Philosoph und Professor an der Stanford University.
Taylor studierte bis 1977 an der University of Notre Dame und promovierte 1984 an der University of Chicago bei Leonard Linsky (1922–2012). Anschließend war er an der Rutgers University, der University of Maryland at College Park, der Wesleyan University, der University of North Carolina at Chapel Hill und der Middlebury College tätig.
Seine Forschungsinteressen lagen in den Bereichen Sprachphilosophie und Philosophie des Geistes. Dabei konzentrierte er sich unter anderem auf die Themen Semantik, Referenz, Naturalismus und Relativismus.

## Texte
- Truth and Meaning. An Introduction to the Philosophy of Language – Blackwell Publishing 1998, ISBN 157718-048-8.
- Reference and the Rational Mind – CSLI Publications 2003.
- Referring to the World – Oxford University Press 2010.